# Glottiphyllum depressum
Glottiphyllum depressum es una especie de planta suculenta perteneciente a la familia de las aizoáceas.  Es originaria de Sudáfrica.

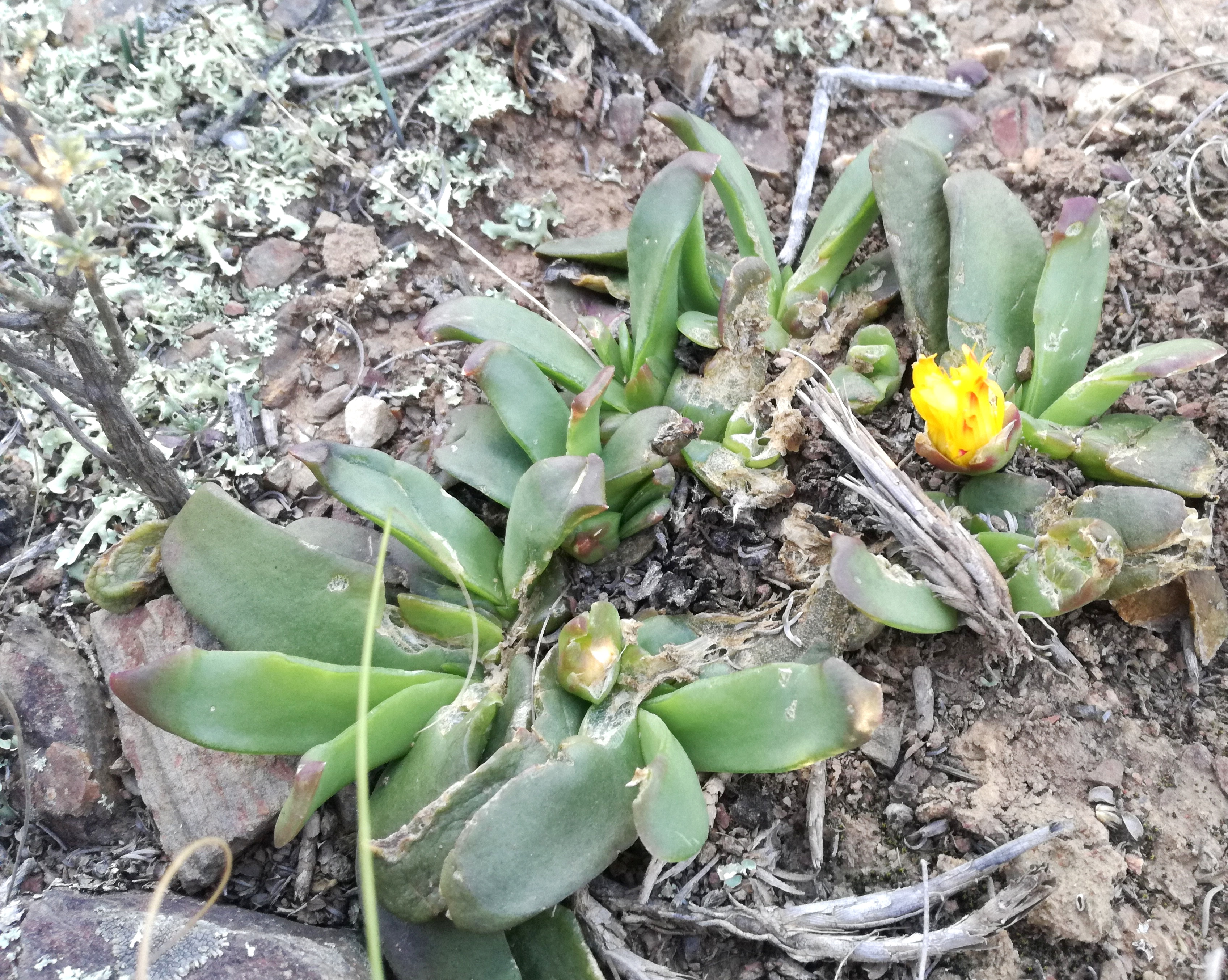
Detalle de planta en flor

## Descripción
Es una pequeña planta suculenta perennifolia de pequeño tamaño que alcanza los 4 cm de altura a una altitud de 500 - 980  metros en Sudáfrica.

Las plantas tienen hojas gruesas y suaves, dispuestas en pares, postradas o rastreras. Tienen rizomas. Las flores son amarillas con pétalos estrechos, a veces perfumadas, de hasta 5 cm de diámetro.

## Taxonomía
Glottiphyllum depressum fue descrito por (Haw.) N.E.Br. y publicado en The Gardeners' Chronicle & Agricultural Gazette 1921, Ser. III. lxx. 327.
Etimología
Glottiphyllum: nombre genérico que proviene del griego "γλωττίς" ( glotis = lengua) y "φύλλον" (phyllos =hoja ).
depressum: epíteto latino que significa "deprimido".
Sinonimia
- Mesembryanthemum depressum Haw. (1803)
- Mesembryanthemum depressum var. lividum Haw.
- Mesembryanthemum fragrans Salm-Dyck (1820)
- Mesembryanthemum linguiforme var. fragrans (Salm-Dyck) A.Berger
- Mesembryanthemum longum var. declive Haw.
- Mesembryanthemum longum var. flaccidum Haw.
- Mesembryanthemum rufescens Haw.
- Mesembryanthemum linguaeforme var. rufescens Haw.
- Mesembryanthemum linguaeforme Haw.
- Mesembryanthemum taurinum Haw. (1812)
- Glottiphyllum barrydalense Schwantes
- Glottiphyllum buffelsvleyense Schwantes
- Glottiphyllum framesii L.Bolus (1929)
- Glottiphyllum haagei Tischer (1928)
- Glottiphyllum jacobsenianum Schwantes
- Glottiphyllum marlothii Schwantes (1926)
- Glottiphyllum muirii N.E.Br.
- Glottiphyllum nysiae Schwantes
- Glottiphyllum platycarpum L.Bolus (1929)
- Glottiphyllum proclive N.E.Br.
- Glottiphyllum starkeae L.Bolus (1933)
- Glottiphyllum uniondalense L.Bolus (1932)
- Glottiphyllum fragrans (Salm-Dyck) Schwantes
- Glottiphyllum rufescens (Haw.) Tischer
- Glottiphyllum taurinum (Haw.) N.E.Br.[3][4]